# Табета Бояджян
Табета «Таббі» Сюзанна Бояджян — американська астроном і доцентка Університету штату Луїзіана. Працює в галузі зоряної інтерферометрії, зоряної спектроскопії, дослідження екзопланет і астрономії з високою кутовою роздільною здатністю, особливо в оптичних та інфрачервоних довжинах хвиль. Табета Бояджян — провідна авторка опублікованої у вересні 2015 року статті «Where's the Flux?» («Де потік?»), у якій досліджувалася вкрай незвичайна крива блиску зорі KIC 8462852. Ця зоря дістала неформальну назву Зоря Таббі на її честь.

## Інтернет-ресурси
- Офіційний сайт
- «The most mysterious star in the universe». Tabetha Boyajian at TED 2016. Video and transcript.